# El viaje hacia el mar
El viaje hacia el mar és una pel·lícula uruguaiana-argentina de 2003 basada en el conte homònim de Juan José Morosoli, dirigida per Guillermo Casanova i protagonitzada per Hugo Arana, Diego Delgrossi, Julio César Castro, Julio Calcagno, Héctor Guido i César Troncoso. Fue nominada al Goya a la millor pel·lícula estrangera de parla hispana de 2004 i guanyadora del Colón de Oro del 29è Festival de Cinema Iberoamericà de Huelva.

## Sinopsi
En l'estiu de 1963, en un bar de la ciutat de Minas, l'enterramorts Quintana (Julio Calcagno), Rataplán (Diego Delgrossi), escombrariaire i Siete y Tres Diez (Julio César Castro), venedor de loteria, esperen Rodríguez (Hugo Arana) que els portarà en el seu camió a veure la mar per primera vegada. Els acompanyen El Vasco (Héctor Guido) i un Desconegut (César Troncoso) que s'uneix a últim moment. Al llarg del viatge els personatges aniran revelant la seva manera de veure el món i viure la vida.
| «                                           | Rodríguez sentia passió per la mar. Qualsevol pretext li venia bé per a arribar a ell. No era pescador ni l'atreia el bany a les platges. Li agradava la mar per a veure'l i asseure's a les seves ribes fumant en silenci, veient néixer i morir les ones en un callat goig. | » |
| — Juan José Morosoli, El viaje hacia el mar | |   |

## Repartiment
- Hugo Arana com Rodríguez.
- Julio César Castro com Siete y Tres.
- Julio Calcagno com Quintana.
- Diego Delgrossi com Rataplán.
- Héctor Guido com El Vasco.
- César Troncoso com El Desconocido.
- Aquino com Aquino (gos).